# О’Коннор, Фланнери
Мэри Фланнери О’Коннор (англ. Mary Flannery O'Connor; 25 марта 1925[…], Саванна, Джорджия — 3 августа 1964[…], Милледжвилл, Джорджия) — писательница Юга США, представительница жанра южной готики.

## Биография
Единственный ребёнок в семье ирландского происхождения. Отец умер от волчанки, когда дочери было 16 лет. Она воспитывалась матерью. В 1945 году закончила женский колледж штата Джорджия (ныне — колледж и университет штата), специализировалась по английскому языку и социологии. В студенческие годы завоевала популярность как художник-карикатурист.
В 1946 опубликовала первый рассказ «Герань» (её позднейшая переработка, новелла «Судный день», стала последним написанным рассказом). О’Коннор была принята в члены Программы поддержки литературного творчества штата Айова, которую прошли многие крупные американские писатели середины и второй половины XX в. (Р. П. Уоррен, Р. Лоуэлл, Ф. Рот, М. Каннингем и др.). В 1949 году познакомилась и подружилась с выдающимся переводчиком латинских и древнегреческих текстов Робертом Фицджеральдом и его женой Салли, по их приглашению жила в их доме в 1949—1951 годах (позже Фицджеральд станет её душеприказчиком, а его жена публикатором эссеистики и писем О’Коннор, полного собрания её сочинений).
Убеждённая католичка в окружении протестантов Юга, О’Коннор нередко выступала с чтениями и лекциями о католической вере.
В 1951 году у О’Коннор диагностировали наследственную волчанку. Она вернулась в Милледжвилл, на ферму, где родилась и выросла её мать, стала разводить птиц. Она разводила павлинов, а также уток, кур, гусей и других птиц на своей ферме в родовом поместье в городе Андалусия. Предметом её особой любви были павлины, которые нередко появляются и в её прозе. Умерла в возрасте 39 лет, мать пережила её на треть века.

## Творчество
Написала два романа и тридцать рассказов, войдя в американскую литературу как один из наиболее ярких и глубоких мастеров «южной готики» (Фолкнер, Колдуэлл, К. Маккалерс, Трумен Капоте, Харпер Ли и др.). Отсюда её склонность к гротеску, отмеченная критикой (впрочем, она говорила, что северяне, как правило, видят нечто гротескное в каждом южанине). О’Коннор унаследовала американскую романтическую традицию (Эдгар По, Герман Мелвилл, Н. Готорн), высоко ценила прозу Гоголя. Религиозно озабоченные герои О’Коннор проходят короткий жизненный путь как испытание, ища искупления или хотя бы просветления, но нередко находя его только в смерти либо не находя даже там. «Милосердие меняет человека, — писала О’Коннор, — и это изменение мучительно».
Свои взгляды на человека, веру, творчество О’Коннор, как человек не просто религиозный, но теологически развитый, изложила в переписке с близкой подругой Элизабет (Бетти) Хестер, частично и без указания имени адресата опубликованной в 1979 году. В 1998 году Хестер в приступе депрессии покончила с собой, передав переписку одному из друзей; тогда и выяснилось, кому были адресованы письма О’Коннор (полный эпистолярий хранится в архиве Университета Эмори в Атланте и открыт для исследователей с мая 2007 года.

## Признание
Посмертное издание «Полного собрания рассказов» О’Коннор (1972) было отмечено Национальной книжной премией. В 1983 году в США учреждена премия Фланнери О’Коннор за короткий рассказ.
По новеллам О’Коннор в России поставлены фильмы «Катафалк» (1990) Валерия Тодоровского с Вией Артмане в главной роли и «Хромые внидут первыми» (1993) Михаила Каца с Виктором Сухоруковым.

## Сочинения
- Wise Blood / Мудрая кровь (1952, роман, экранизирован Дж. Хьюстоном в 1979)
- A Good Man Is Hard To Find / Хорошего человека найти нелегко (1955, рассказы, экранизация заглавной новеллы — 1992)
- The Violent Bear It Away / Царство небесное силою берётся (1960, роман)
- Everything That Rises Must Converge / На вершине все тропы сходятся[англ.] (1965, рассказы)
- Mystery and Manners: Occasional Prose / Тайны и обычаи (1969, эссе)
- The Habit of Being: Letters / Навык существования (1979, письма)

### Сводные издания
- Collected works. New York: Library of America, 1988